# Длина водотока
Длина водотока (длина реки, длина участка водотока) — гидрографическая характеристика, выражающая протяжённость основного русла водотока от принятого истока до устья (от начала до конца участка). Данное понятие не следует путать с длиной бассейна, которую определяют по прямой, соединяющей устье реки и точку на водоразделе, прилегающей к истоку.    
Измерение длины водотоков проводится по топографическим картам крупного масштаба (1:10 000 — 1:100 000). В тех случаях, когда река протекает через озеро или водохранилище, сохраняя при этом своё название, в длину реки включается и длина озера или водохранилища между точками впадения и истечения реки по средней линии водоёма или по условной линии, совпадающей с положением прежнего русла реки до создания водохранилища.
Зачастую после измерения длин рек в пределах водосбора строится так называемая гидрографическая схема, которая даёт наглядное представлен о том, куда какая река и после какой впадает, что по карте иногда трудно ясно представить для всей речной системы в целом. При построении гидрографической схемы по горизонтальной линии откладывают в масштабе длину главной реки. Притоки вычерчивают в виде прямых линий под некоторым (произвольным) углом к этой горизонтальной линии. Места впадения притоков определяют точки пересечения линий притоков с линией, обозначающей реку, в которую они впадают.